# Resident Evil: Damnation
Resident Evil: Damnation, conocida como Biohazard: Damnation (バイオハザード ダムネーション Baiohazādo: Damunēshon?) en Japón, Resident Evil: La Maldición en España y Resident Evil: Infierno en Latinoamérica, es una película de animación por ordenador en tres dimensiones, que se encuentra en el género de horror y cuenta con la producción de Capcom y Sony Pictures Entertainment Japan. Es una secuela de Resident Evil: Degeneration. Su lanzamiento oficial en DVD fue el 24 de septiembre de 2011 en Estados Unidos y el 25 de septiembre en España, mientras que en Japón se estrenó en cines el 27 de octubre de 2011 en Shinjuku, Tokio, Japón, mismo día del lanzamiento directo en DVD para Latinoamérica. La película es dirigida por Makoto Kamiya y producida por Hiroyuki Kobayashi. La historia de Resident Evil: Damnation gira en torno al uso de Armas Biológicas Orgánicas (ABOS) en una zona de guerra Europea, y contó con el regreso de Leon S. Kennedy como protagonista.

## Elenco
- Matthew Mercer como Leon S. Kennedy.
- Courtenay Taylor como Ada Wong.
- Salli Saffioti como Ingrid Hunnigan.
- Dave Wittenberg como Buddy / Alexander 'Sasha' Kozachenko.
- Val Tasso como JD.
- Wendee Lee como Svetlana Belikova.

## Doblaje
| Personaje                            | Norteamérica     | España         |
| ------------------------------------ | ---------------- | -------------- |
| Leon S. Kennedy                      | Matthew Mercer   | Lorenzo Beteta |
| Ada Wong                             | Courtenay Taylor | Conchi López   |
| Secretario                           |                  | Marc Zanni     |
| Buddy / Alexander 'Sasha' Kozachenko | Dave Wittenberg  | Toni Mora      |
| JD                                   | Val Tasso        | Dani Albiac    |
| Ingrid Hunnigan                      | Salli Saffioti   | Margot Lago    |
| Ivan Judanovich                      | Robin Sachs      | Ángel del Río  |

## Argumento
El agente especial de los Estados Unidos, Leon S. Kennedy se infiltra en un pequeño país de Europa Oriental llamado Eslavia del este, con el propósito de investigar los rumores del uso de Armas Biológicas Orgánicas en una guerra civil. Al llegar al lugar, su contacto con el gobierno, Ingrid Hunnigan, le informa que ha recibido órdenes de retirarse inmediatamente. No obstante Leon desobedece sus nuevas indicaciones y se adentra al campo de batalla para descubrir la verdad y ponerle fin a las tragedias provocadas por los riesgos biológicos.
Leon trata de encontrarse con su contacto de la CIA, que responde al nombre clave de "Espantapájaros" en un estacionamiento abandonado. Solo para encontrar al agente mortalmente herido por un desconocido asaltante. "Apicultor", son las últimas palabras de Espantapájaros, antes de recibir un ataque violento de un Licker salido de la nada. Leon trata de defenderse de la criatura, hasta que el lugar es alcanzado por un proyectil, dejándolo fuera de combate. Al despertar, Leon descubre que está siendo retenido como rehén por parte de tres soldados rebeldes; Buddy, JD y Atamán. Leon trata de convencer inútilmente a los soviéticos de que es un simple turista estadounidense. Sin embargo cuando el lugar es atacado por soldados del bando rival, Leon aprovecha la distracción para liberarse y sigue a sus captores con el fin de averiguar la relación de estos con las A.B.O.
Mientras en tanto, en otra parte de Eslavia, la presidenta de la nación, Svetlana Belikova recibe la visita de una agente de la BSAA, que trae algo de información de los avances científicos del ejército rebelde, la identidad de la agente resulta ser Ada Wong. Según los reportes de Ada, los rebeldes de Eslavia han conseguido una forma de controlar las ABO mediante el uso del parásito Las Plagas.
Por otra parte Leon, contempla en secreto como Buddy y JD se ven obligados a sacrificar a Atamán debido a su infección avanzada. Buddy se separa temporalmente de JD ordenándole regresar a la iglesia que usan como refugio para continuar con sus planes de asalto al ayuntamiento de la ciudad en 24 horas. Al poco tiempo de su separación, JD comienza a ser atacado por algunas personas infectadas y al ser incapaz de asesinar a sus compañeros convertidos en Ganados, Leon se ve obligado a intervenir para salvarle la vida. Debido a este acto, JD comienza a confiar en Leon y lo lleva hasta la iglesia que sirve como refugio del resto de los soldados rebeldes con vida. Dándose cuenta de que las pistas se han juntado y ahora todo tiene sentido, Leon acusa a JD y a su gente de usar el parásito Las Plagas con el ruin propósito de ganar ventaja en la batalla, sin siquiera pensar en las consecuencias de involucrarse con algo tan inestable y peligroso. En ese momento, Buddy reaparece en el lugar, dispuesto a interrogar a Leon. Poco después Buddy decide buscar otra plaga para reemplazar al fallecido Atamán como el controlador de las ABO muy a pesar de las súplicas de JD. Ante semejante situación, un desesperado JD le suplica Leon que encuentre la manera de detener a Buddy, explicando que su amigo, quien solía ser un maestro felizmente comprometido, se había unido a la guerra en su afán de vengar la muerte de su amada, que murió en el principio del gobierno de Svetlena Belikova. Leon le promete que hará su mejor esfuerzo y sale en la búsqueda de Buddy.
Para cuando Leon llega al lugar donde Buddy recogió Las Plagas, este tiene un pequeño encuentro con Ada en su lugar, quien se muestra muy sorprendida de verlo en Eslavia. Antes de desaparecer como siempre lo hace, Ada le advierte a Leon que la nación va a ser bombardeada dentro de poco tiempo y que sería prudente abandonar el lugar lo más pronto posible. Leon regresa a la iglesia descubriendo con sorpresa a JD como el único sobreviviente de un ataque de ganados a los rebeldes. En ese momento aparece Sasha quien aún no se ha inyectado el parásito, aunque esto alegra a JD, el finalmente revela estar infectado por una plaga y se convierte en un ganado ante la mirada impotente de Buddy, obligando a Leon a ejecutarlo. Leon intenta usar la muerte de JD como ejemplo para razonar con Buddy, pero este último no desiste en sus planes y aprovecha un ataque cercano a la iglesia para escapar de él.  
Al día siguiente Svetlana cita a Ada Wong en su oficina, revelándole que sabe su verdadera identidad y dado a sus conocimientos avanzados en su forma de gobernar, la presidenta le ofrece la oportunidad de trabajar para ella. Ada se rehúsa, y trata de escapar usando sus habilidades en defensa personal, pero es atrapada gracias a los reflejos sobrehumanos de Svetlana. Como consecuencia, Ada es capturada en uno de los almacenes secretos de Svetlana, lo que de hecho pone feliz a la doble agente, pues eso es lo que quería y se libera para buscar su verdadero objetivo.
Leon llega al ayuntamiento y al encontrarlo devastado por los Lickers el agente consigue la forma de entrar a las instalaciones secretas de Svetlana, descubriendo sorprendido que la presidenta de Eslavia, tiene bajo su control la plaga reina. Leon y Ada finalmente son descubiertos por Svetlana, que trata de matarlos. De pronto, el lugar comienza a ser invadido por varios Lickers controlados por Buddy, en su intento desesperado por matar a la mujer que le arruinó la vida. Ada aprovecha el caos producido para terminar su misteriosa misión, mientras Leon trata de razonar con Buddy. Sin embargo los dos se ven obligados a trabajar en equipo para escapar del lugar, cuando Svetlana manda a tres Tyrants para deshacerse de ellos, mientras se prepara para convencer a más naciones de apoyarla en su causa. Leon y Buddy consiguen con mucho esfuerzo derrotar a un solo Tyrant y justo cuando se encontraban a punto de ser asesinados por los dos restantes, las dos criaturas son eliminadas por Jets enviados desde los Estados Unidos mientras tropas rusas toman la ciudad.
Las acciones clandestinas de Svetlana son descubiertas por el gobierno estadounidense (aparentemente por obra de Ada) y la guerra civil de Eslavia por fin termina gracias a la intervención conjunta del ejército ruso y estadounidense. En la terraza de un edificio, Buddy le suplica a Leon que termine con su vida, alegando que ya tiene nada porque luchar y reconociendo muy tarde su error de arriesgar su vida en la guerra civil. Pero al no recibir repuesta del mismo, decide apuntarse con su arma, Leon impide que se suicide y le dice que tiene la obligación de seguir vivo por sus seres queridos, para honrarlos. Acto seguido le dispara en su vértebra para separarlo de la plaga, salvándole la vida, pero dejándolo paralizado de la cintura para abajo. Unos cuantos días después, Leon se prepara para irse de Eslavia luego de deducir decepcionado que el gobierno de los Estados Unidos y de Rusia solo lo estuvieron usando en su más reciente misión. En otra parte, Ada llama a sus superiores revelando que cumplió su misión con éxito: robar la plaga de Svetlana, dando a entender que estos cancelaron la orden internacional de captura en su contra a cambio del espécimen que obtuvo.
En una escena poscréditos un ahora lisiado Buddy se dirige a una escuela, presumiblemente habiendo recuperado su empleo como maestro.

## Estreno
Capcom y Sony Pictures estrenaron Damnation igual que su predecesora directamente en los formatos caseros en DVD y Blu-ray el 25 de septiembre de 2012.

### Mercadotecnia
El primer avance de la película debutó en el DVD del filme de acción real Resident Evil: Afterlife, como parte del contenido exclusivo del disco. Al igual que Degeneration, la banda sonora de la película incluye un tema musical de la cantante Anna Tsuchiya, titulado "Carry on". El cual puede escucharse durante los créditos. El avance fue lanzado en YouTube el 5 de noviembre de 2010  
Adicionalmente un avance del videojuego Resident Evil 6 puede verse de fondo en los créditos finales.